# Vöröstorkú bölcsőszájúhal
A vöröstorkú bölcsőszájúhal vagy vöröstorkú sügér (Thorichthys meeki) a sügéralakúak rendjébe és a bölcsőszájúhal-félék (Cichlidae) családjába tartozik.

## Előfordulása
Eredeti élőhelyén a mexikói Yucatán-félszigettől délre Belizén át Észak-Guatemaláig fordul elő. Leginkább melegvizű (23-30 °C), sekély, lassan mozgó és semleges kémhatású (pH 6.5-8.0) folyókat, ártereket kedveli, de kerültek már elő példányai víz alatti barlangrendszerekből is. Európába először Németországba importálták 1937-ben.

## Megjelenése
Testhossza 12-15 centiméter, a hímek nagyobbak. Erre a fajra jellemző a nemi dimorfizmus. Mindkét nem torka és hasa vérvörös, a faj is innen kapta a nevét. Teste kékesszürke, oldalát számos fekete sáv és folt díszíti. Úszói és pikkelyei különösen a kifejlett hímeken, vörössel szegettek. Ívás idején a hímek kopoltyúfedőjének és mellrészének vöröse még intenzívebb, a farkuk tövében látható fekete folt azonban ilyenkor halványabban látszik. A két nem közti ivari különbségek az említett jegyeken felül is szembetűnőek: a hím úszói hegyesebbek, hátúszója hosszabb.

## Életmódja
Mindenevő, opportunista táplálkozás jellemzi. Territoriális hal, ívási időszakban a hímek agresszívabbá válnak.

## Szaporodása
Mint úgy általában a bölcsőszájú halak, a vöröstorkú bölcsőszájú hal is fejlett utódgondozó. Az összeállt pár közösen készíti elő az ikrarakás helyét. Ilyenkor képesek komolyan feltúrni a talajt és kitépni a vízinövényeket, így erre akváriumi tartásuk során készülni kell. Szapora faj, a nőstény 500-600 ikráit lapos kövek, levelek felszínére rakja. Az utódokra mindkét nem vigyáz, a hímek különösen agresszíven védik az utódokat, más halat nem tűrnek meg a közelükben, azokat vadul elűzik. Az ivadékok három nap múlva kelnek ki, ekkor a szülők szájukban átköltöztetik őket előre elkészített gödrökbe. A kis halak a hatodik napon úsznak el. Akváriumi körülmények között a fiatalok apró eleséggel könnyen fölnevelhetők.

## Akváriumi tartása
Akváriumi tartása könnyű, Magyarországon a nagyobb állatkereskedésekben beszerezhető. Relatív békés hal, társas akváriumban a fiatal egyedek hamar megszokják a többi hal közelségét, de a nagy, magukban tartott egyedek bizony kárt tehetnek más halakban. Íváskor hevesen védi területét. Közepes testmérete miatt csak hasonló méretű halakkal tartsuk együtt. Tartásához nagy medence ajánlott, a medence űrtartalma legyen minimum 150 liter páronként. Az akváriumi aljzatnak legmegfelelőbb az apró szemű kavics, dekorációnak kövek és gyökerek. A növényeket jól rögzítsük, mert a halak időnként komolyan föltúrják a talajt. Előnyben részesíti a búvóhelyeket, leginkább az akvárium középső és alsó rétegeiben tartózkodik.

## Érdekesség
A télen is langyos budapesti városligeti tóban élnek vöröstorkú sügerek.

## Galéria

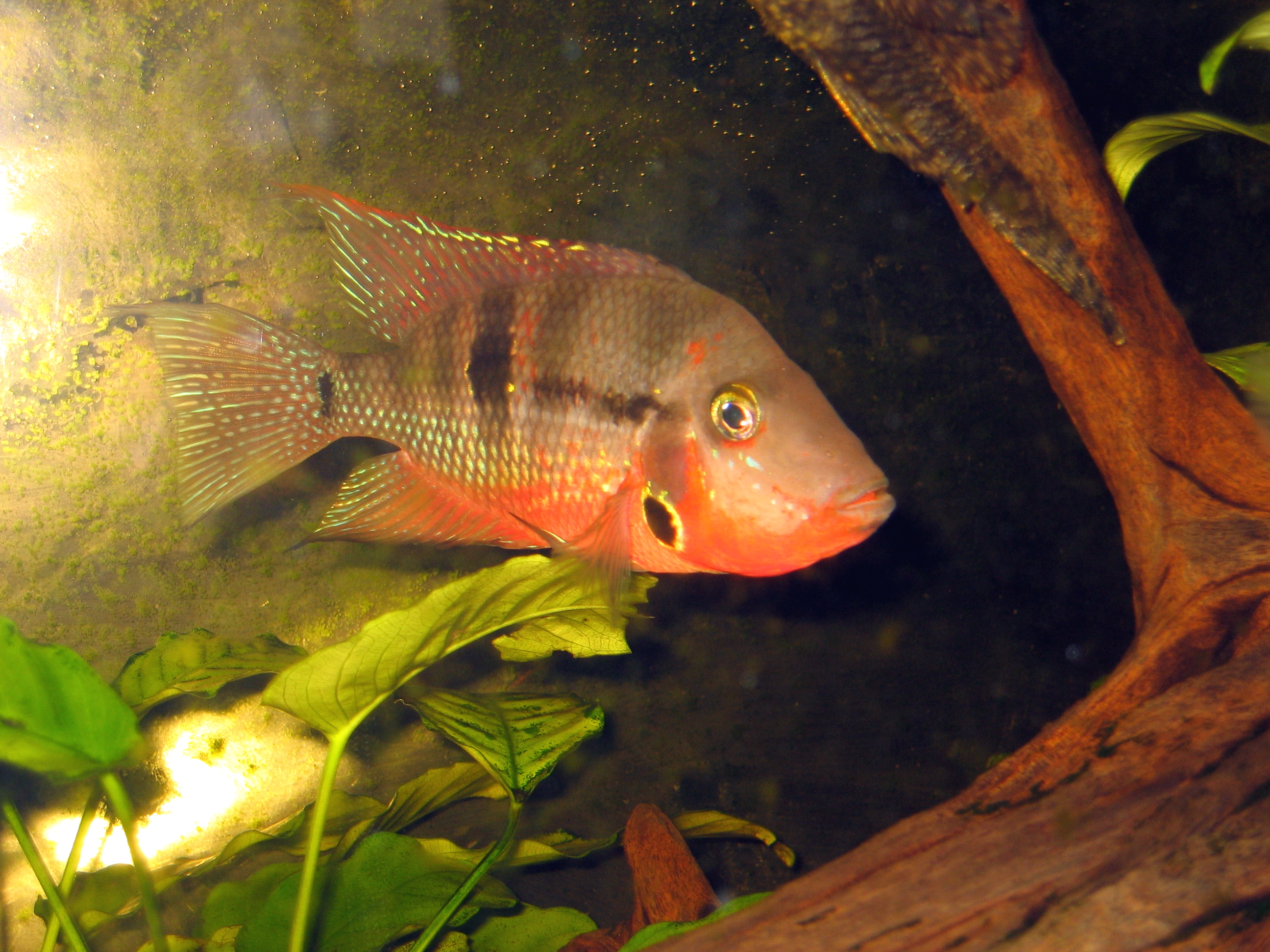
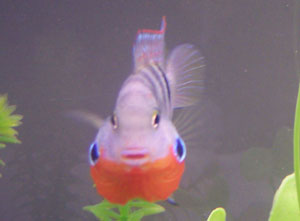
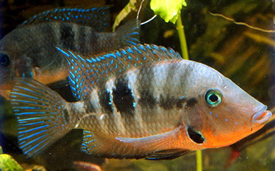
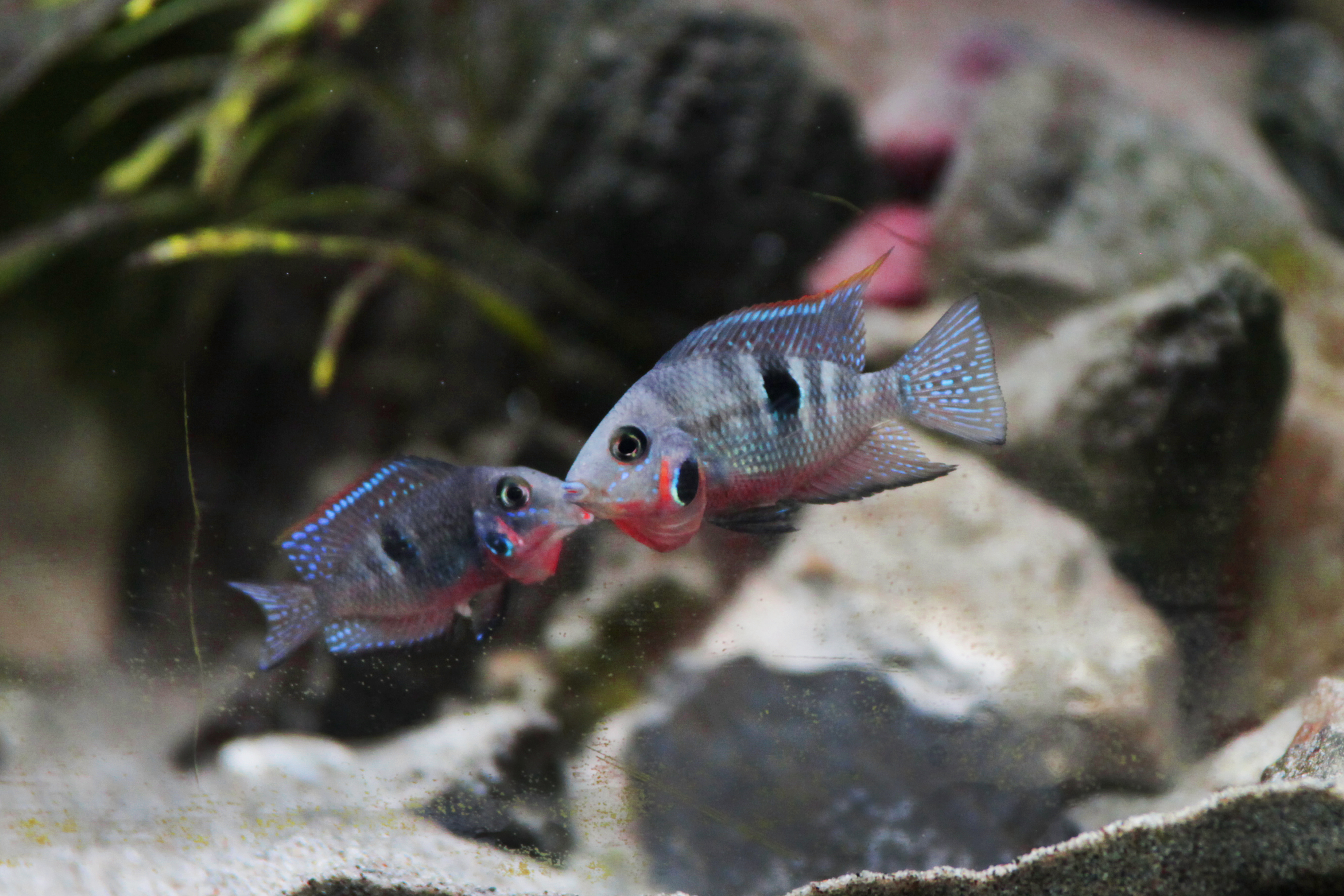

## Fordítás
- Ez a szócikk részben vagy egészben  a   Firemouth cichlid című angol Wikipédia-szócikk ezen változatának fordításán alapul.  Az eredeti cikk szerkesztőit annak laptörténete sorolja fel. Ez a jelzés csupán a megfogalmazás eredetét és a szerzői jogokat jelzi, nem szolgál a cikkben szereplő információk forrásmegjelöléseként.

### Filmek
- Vöröstorkú sügér ivadékaival. youtube.com. (Hozzáférés: 2012. május 7.)
- Vöröstorkú sügér közelről. youtube.com. (Hozzáférés: 2012. május 7.)

### Internetes leírások a vöröstorkú bölcsőszájúhalról
- A faj adatlapja a FishBase oldalán. FishBase. (Hozzáférés: 2012. május 7.)
- Firemouth Thorichthys meeki Brind, 1918. BioLib.cz. (Hozzáférés: 2012. május 7.)
- A taxon adatlapja az ITIS adatbázisában. Integrated Taxonomic Information System. (Hozzáférés: 2012. május 7.)
- Thorichthys meeki Firemouth (angol nyelven). Encyclopedia of Life. (Hozzáférés: 2012. május 7.)
- Thorichthys meeki Brind, 1918 (angol nyelven). uBio. (Hozzáférés: 2011. december 14.)